# Súng tiểu liên Błyskawica
Błyskawica là loại súng tiểu liên được chế tạo bởi lực lượng Armia Krajowa của Ba Lan chống lại sự chiếm đóng của Đức Quốc xã trong chiến tranh thế giới thứ hai. Đây là một thiết kế thành công và là một trong số ít những loại vũ khí được thiết kế và sản xuất với số lượng lớn tại châu Âu khi bị chiếm đóng bên cạnh súng tiểu liên Sten.

## Lịch sử
Năm 1942 kỹ sư Wacław Zawrotny đã đề xuất với chỉ huy lực lượng Armia Krajowa rằng ông và các đồng nghiệp đã chuẩn bị cho một dự án sản xuất một loại súng tiểu liên rẻ tiền có thể tự chế tạo tại nhà để sử dụng cho việc chống lại sự chiếm đóng. Thiết kế của khẩu súng phải đơn giản để có thể sản xuất ngay cả bởi các kỹ sư thiếu kinh nghiệm trong những công xưởng nhỏ. Ý tưởng này đã được chấp nhận và Zawrotny cùng đồng sự là Seweryn Wielanier đã tiến hành dự án và kết quả là khẩu Błyskawica. Để cho việc sản xuất dễ dàng hơn, tất cả các bộ phận của khẩu súng đã được gắn với nhau bởi ốc vít và hàn, kỹ thuật này vốn được sử dụng nhiều với các khẩu súng chế tạo vào thế kỷ 17.
Thiết kế dựa trên hai khẩu súng tiểu liên phổ biến nhất của thời đó là MP 40 của Đức và Sten của Anh. Sử dụng cơ chế nạp đạn blowback và khóa nòng mở vì các thiết này cho hiệu suất tốt và độ tin cậy cao. Nhưng khác là kim điểm hỏa không được giữ cố định bằng lò xo mà nó sẽ di chuyển tự do trong bolt và sử dụng chính động năng của bolt khi di chuyển để điểm hỏa. Loại súng này sử dụng loại đạn 9×19mm Parabellum để có thể dễ dàng sử dụng đạn của những binh lính Đức bị hạ trong trận chiến.
Việc thiết kế hoàn tất vào tháng 4 năm 1943 và mẫu thử nghiệm hoàn tất vào tháng 9. Sau nhiều thử nghiệm khẩu súng đã được chấp nhận để sử dụng. Thiết kế đã được gửi đến các công xưởng trên khắp Ba Lan để tiến hành sản xuất. Ban đầu dự tính 1.000 sẽ được chế tạo nhưng chỉ có hơn 600 khẩu được chế tạo trước khi cuộc nổi loạn ở Warsaw nơi sản xuất chính của loại súng này vào tháng 7 năm 1944 bị thất bại và hầu hết thành phố bị phá hủy. Một số lượng nhỏ các khẩu súng này cũng được chế tạo ngoài Warsaw.